# Piet Blom

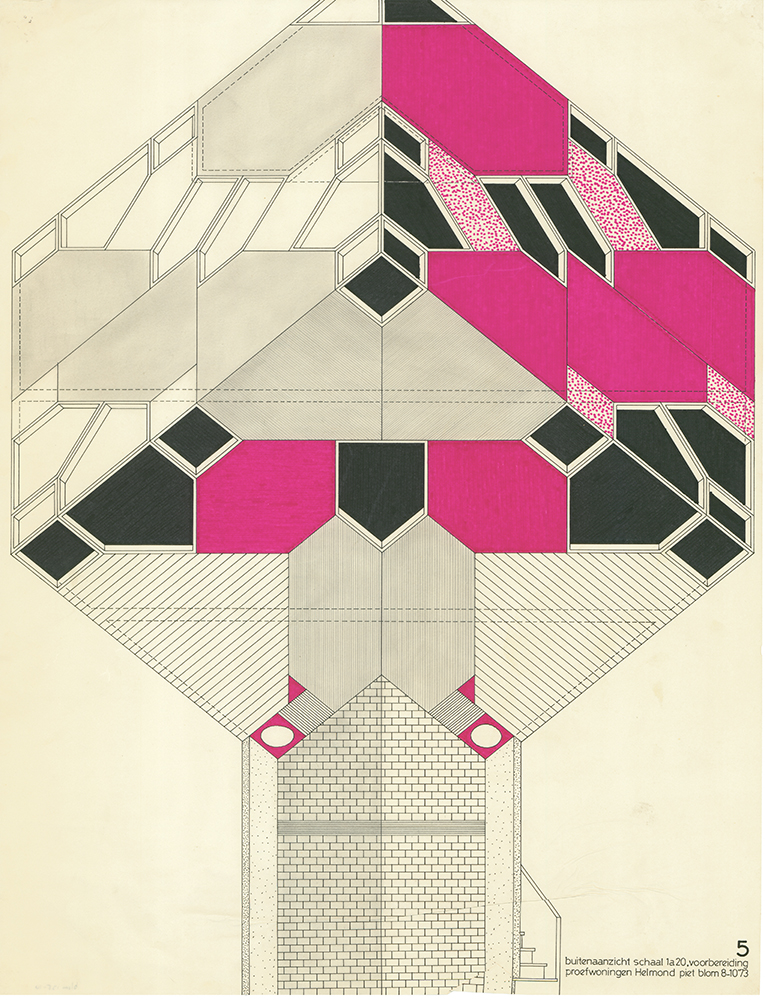
Ontwerptekening van een kubuswoning

Piet (Pieter) Blom (Amsterdam, 8 februari 1934 – Denemarken, 8 juni 1999) was een Nederlands architect. Samen met Aldo van Eyck en Herman Hertzberger behoort Piet Blom tot de internationaal bekende vertegenwoordigers van het structuralisme.
Piet Blom streefde naar een architectuur waarin de mens de saamhorigheid zou kunnen terugvinden. Kortom, architectuur waarin de mens een centrale rol speelt. Hij koos voor een experimentele bouwvisie waaruit 'Wonen als algemeen stedelijk dak' ontstond.

## Levensloop
Blom werd geboren in de Ferdinand Bolstraat in De Pijp. Rond 1936 verhuisde de familie naar de Elandstraat in de Jordaan waar zijn vader de winkel van zijn grootvader had overgenomen. Hij volgde een opleiding tot timmerman en bouwkundig tekenaar en studeerde vervolgens in 1959 af in de architectuur aan de Academie van Bouwkunst in Amsterdam. Hij was daar leerling van Aldo van Eyck.
Blom is onder meer bekend van het sociëteitsgebouw en mensa de Bastille van de Universiteit Twente in Enschede (1964-1969), De Kasbah in Hengelo (1969-1973), de kubuswoningen en het afgebrande Theater 't Speelhuis in Helmond (1972-1976), de kubuswoningen in Rotterdam (1978-1984) en de Gesloten Stad (1993) in de wijk Kattenbroek in Amersfoort. In al deze gevallen gaat het om woningen op kolommen; hierdoor ontstaat daaronder ruimte voor winkels en andere gemeenschappelijke voorzieningen.
Mede doordat Blom vasthield aan zijn principes, werden in de jaren 1980 niet bijzonder veel gebouwen van zijn hand gebouwd. In de jaren 1990 kreeg hij nog enkele opdrachten, waaronder enkele woningen en een villa (Woonhuis de Waal of Russisch paleisje, 1994) in Amersfoort.

## Afbeeldingen

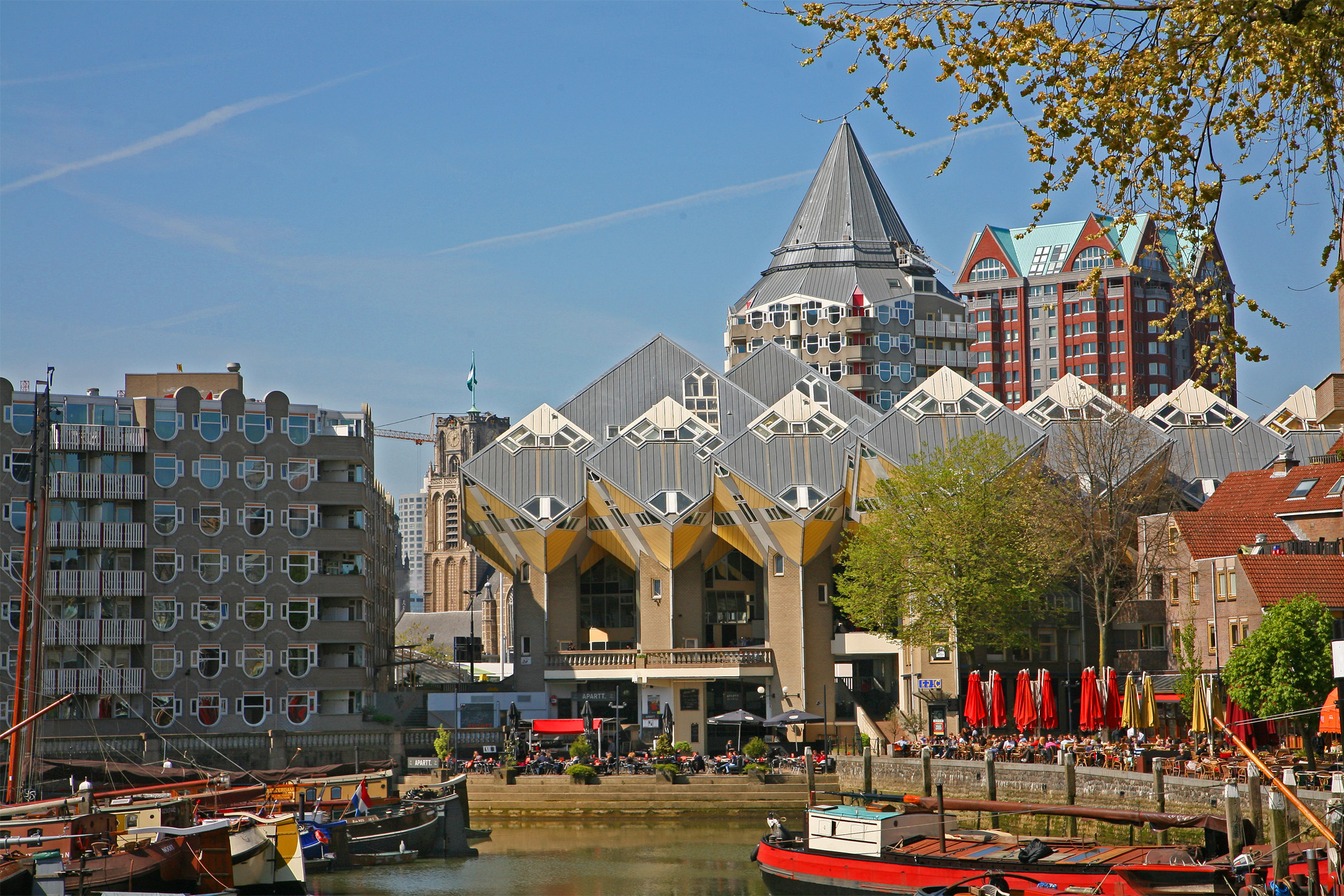
Kubuswoningen Rotterdam met Blaaktoren op achtergrond
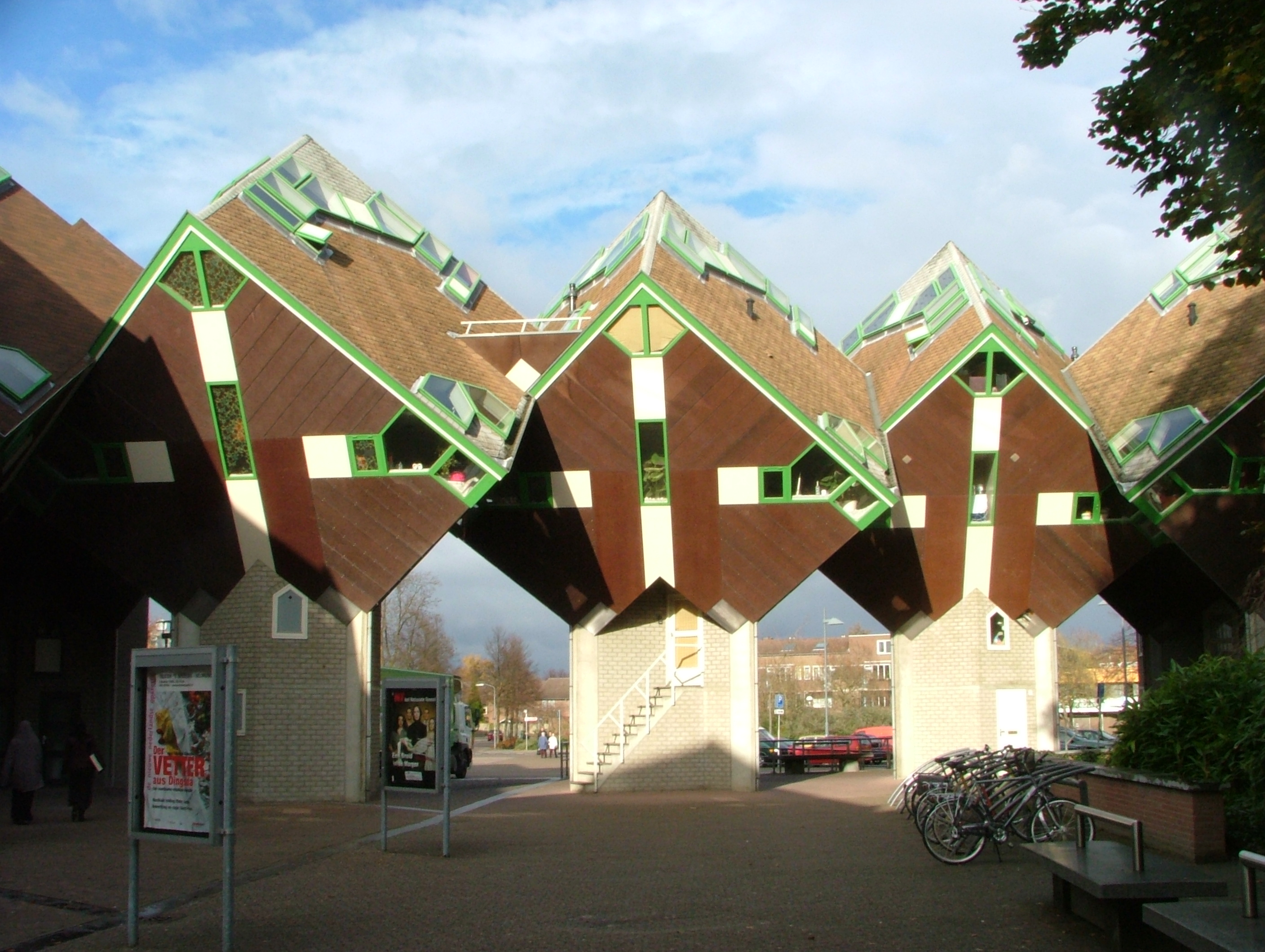
Kubuswoningen Speelhuisplein (Helmond)
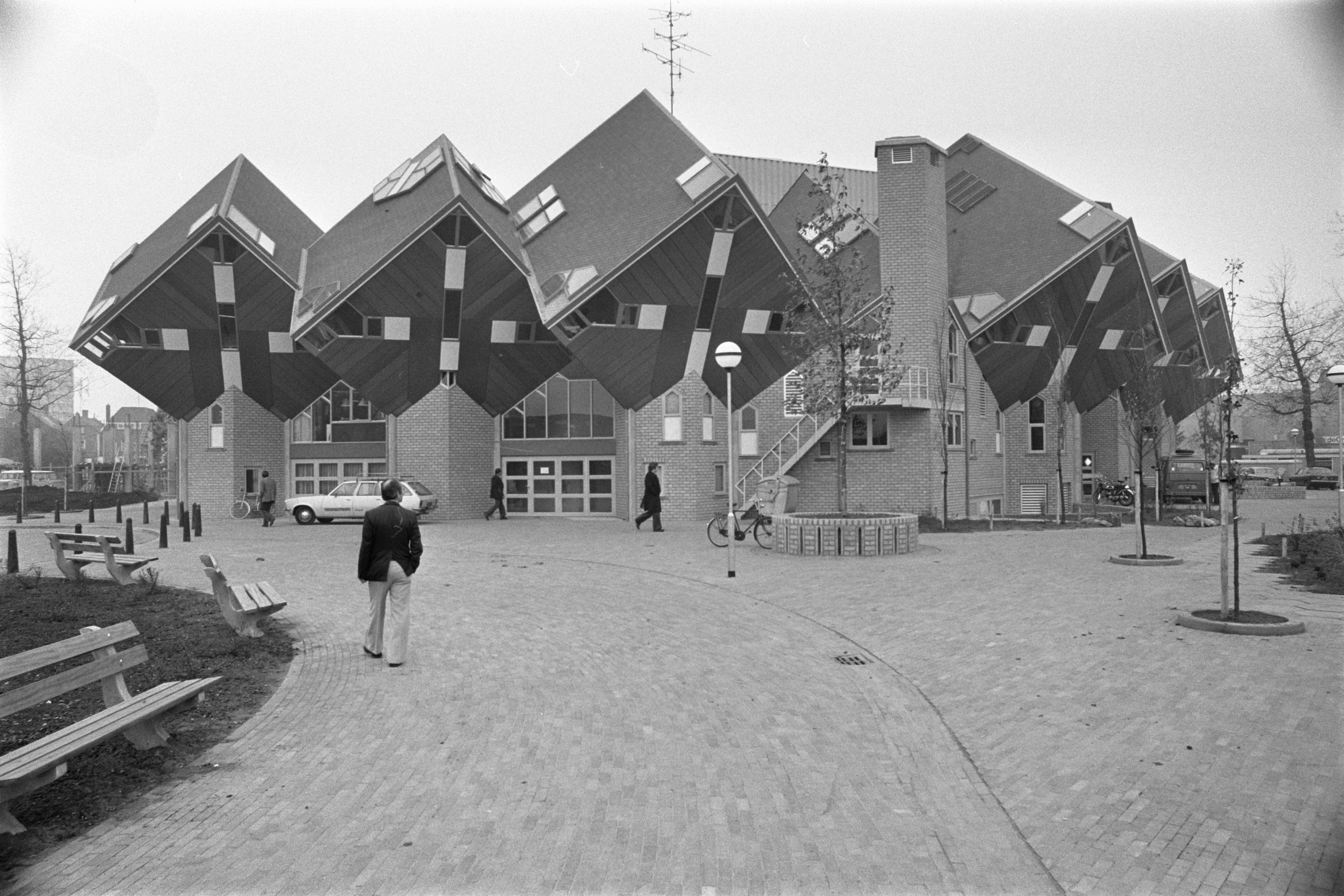
't Speelhuis in Helmond in 1977
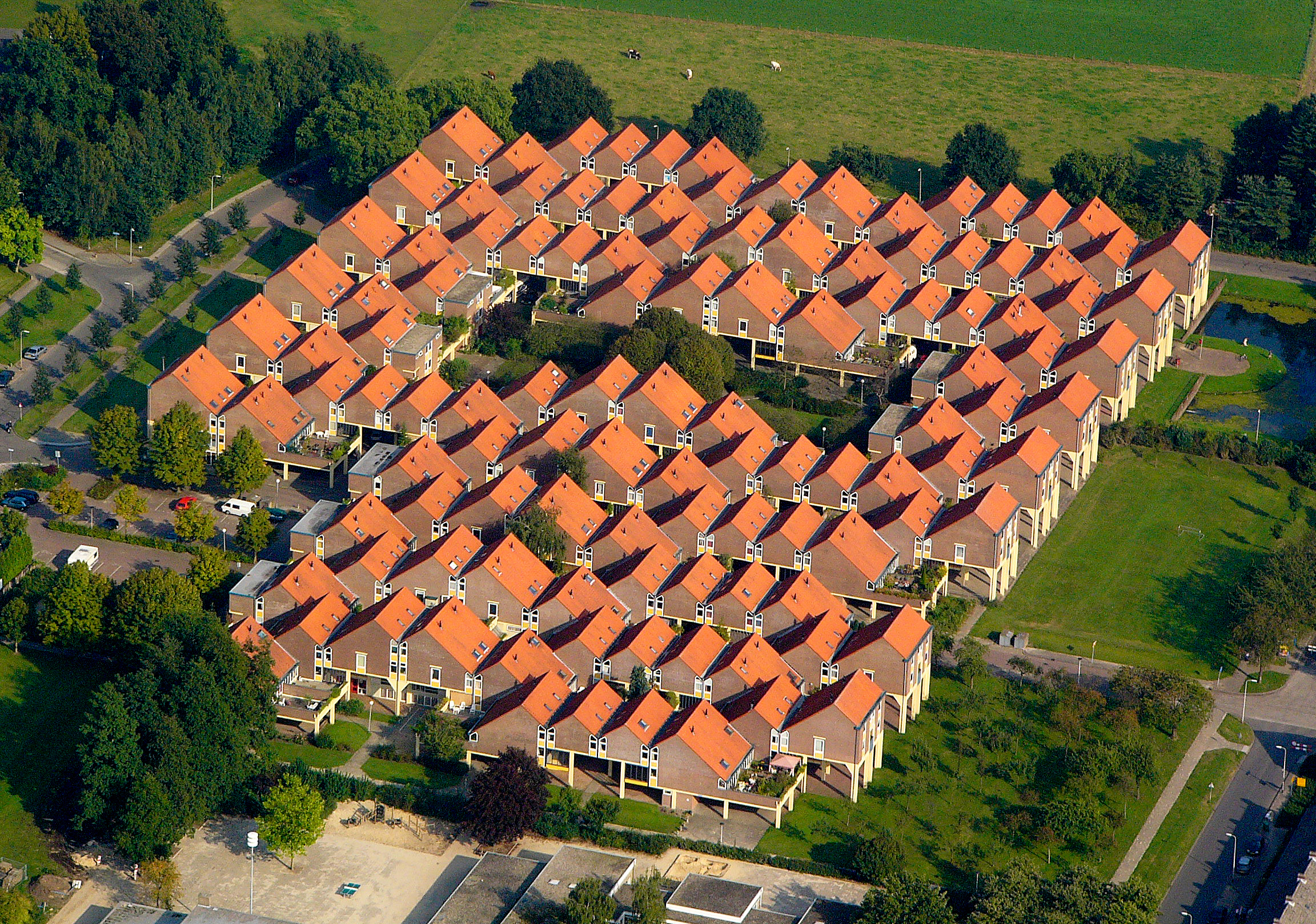
Luchtfoto van De Kasbah in Hengelo
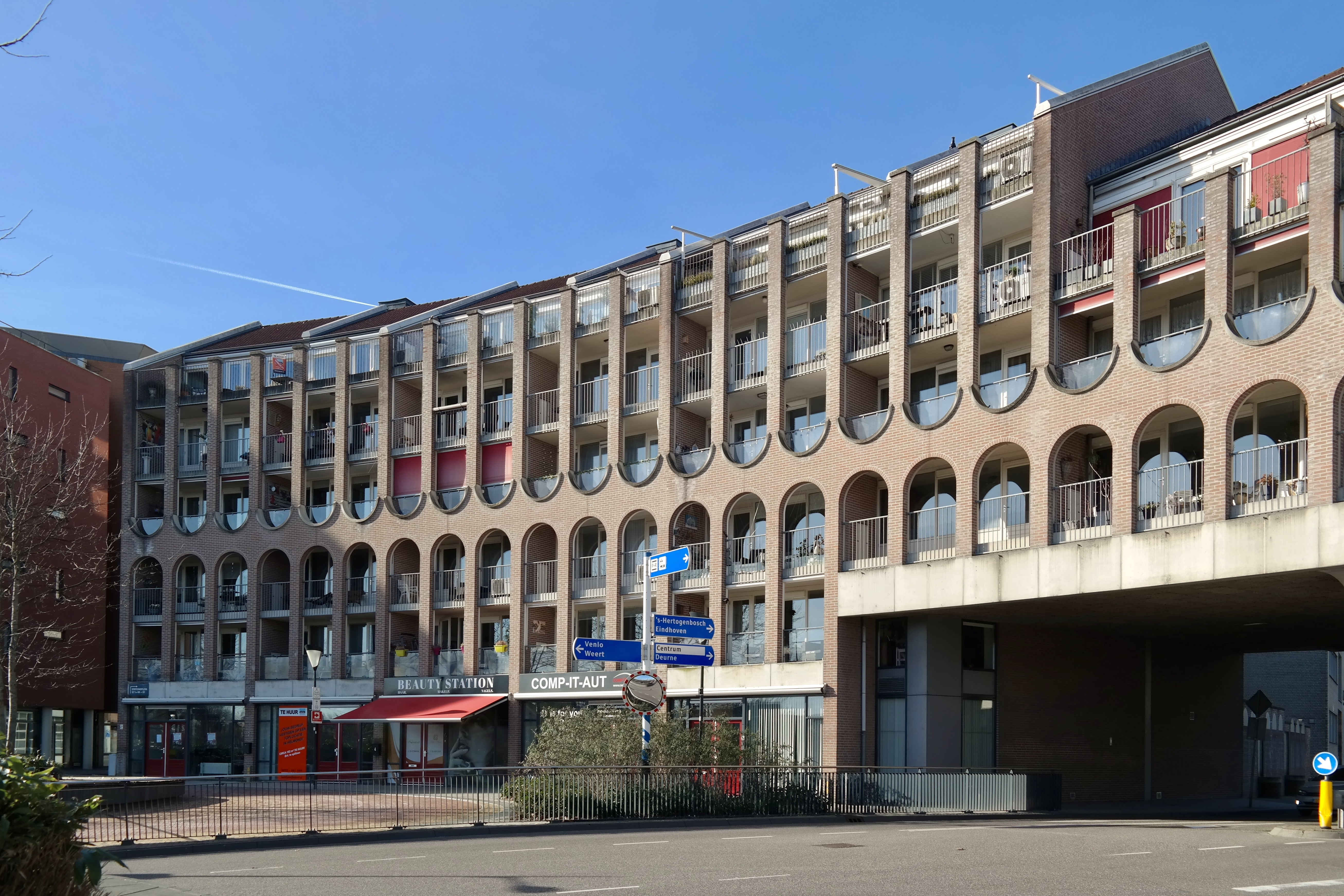
Appartementencomplex aan het Stationsplein Helmond
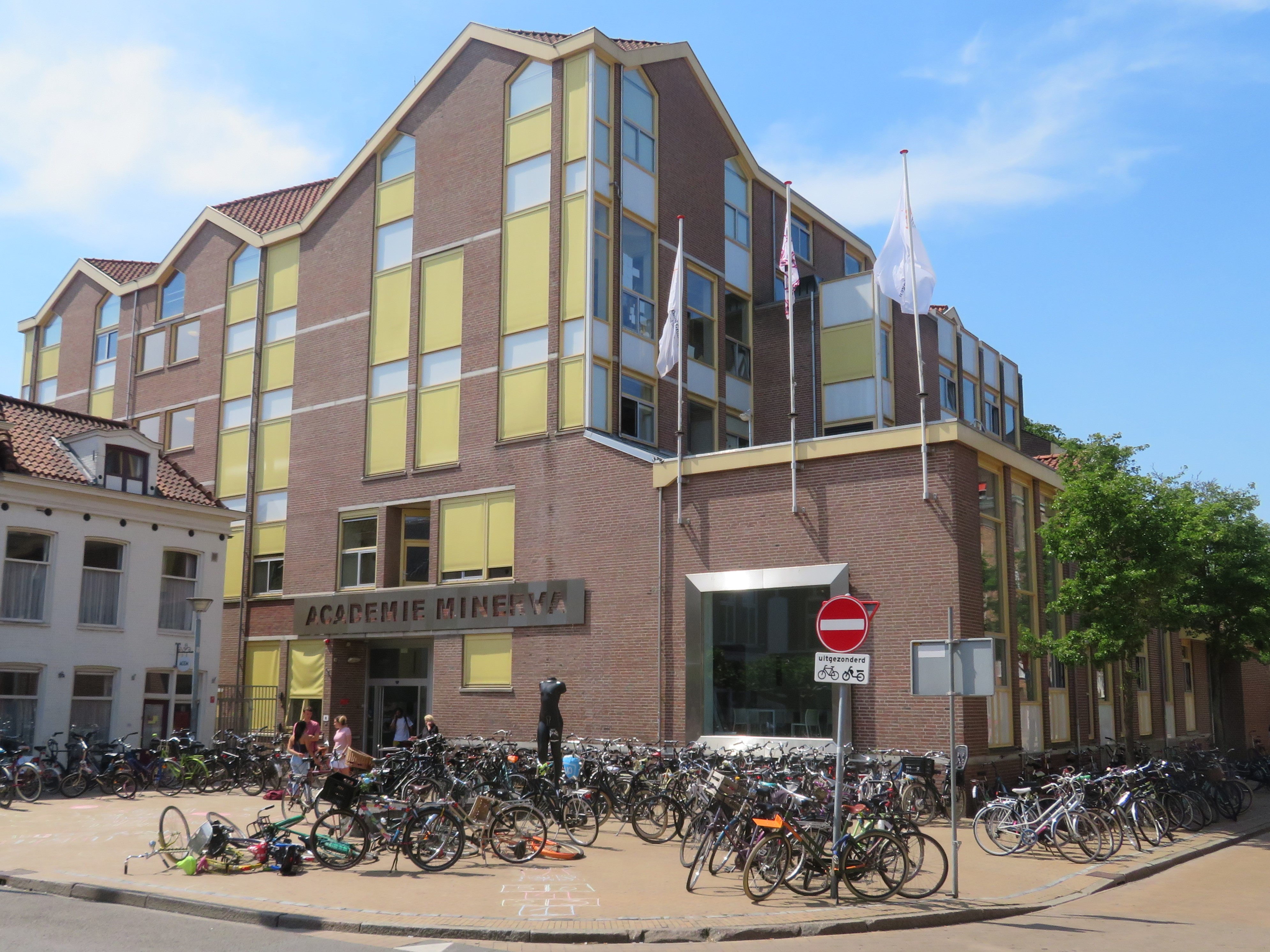
Academie Minerva Groningen
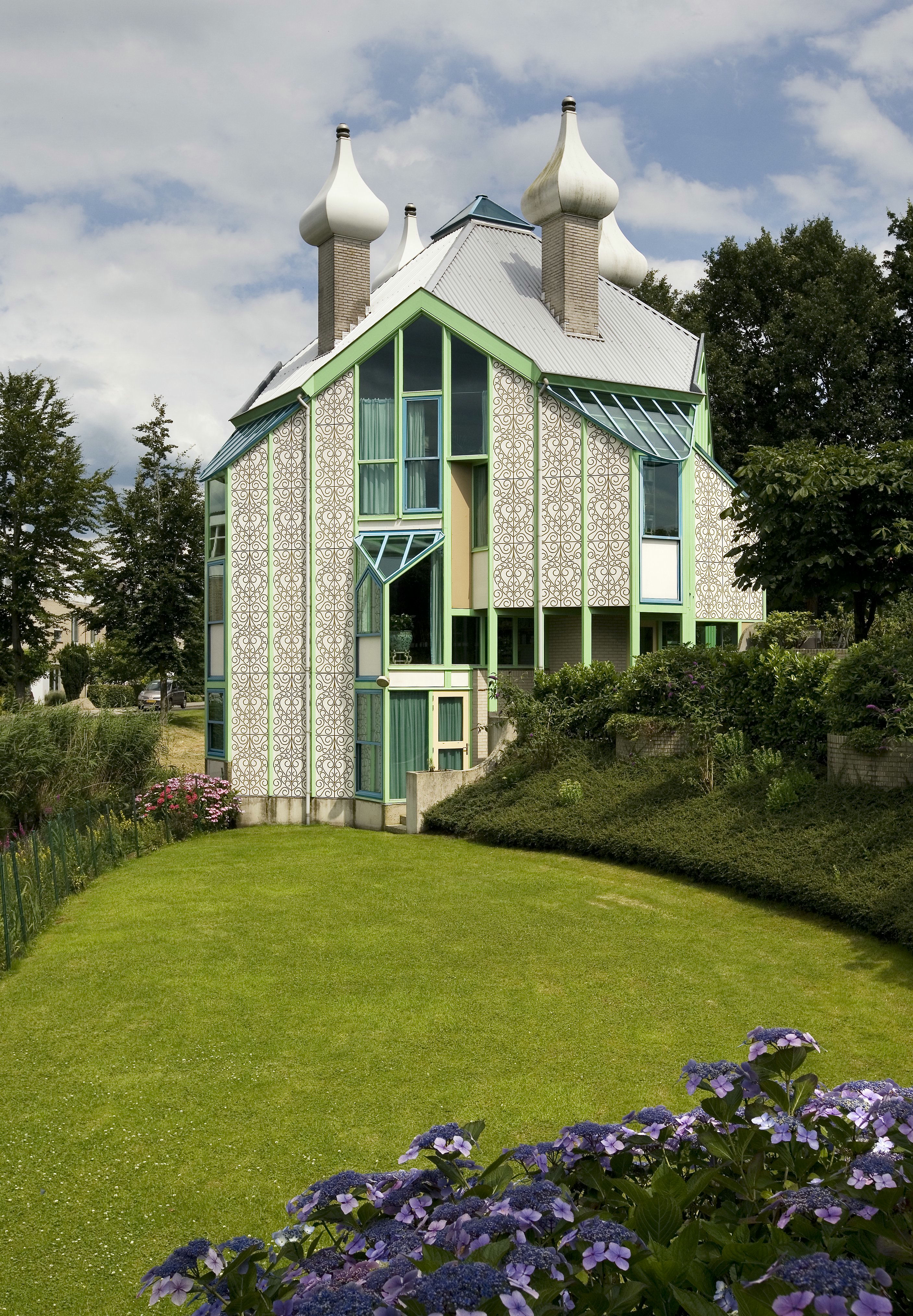
Woonhuis De Waal of Russisch paleisje in Amersfoort

## Prijzen
- 1962 - Prix de Rome voor zijn ontwerp voor het Pestalozzi-kinderdorp[5][6]